# 클라이브 애쉬본
클라이브 애쉬본(Clive Ashborn)은 영국의 배우이다. 애쉬본은 《브이 포 벤데타》에 가이 포크스로 출연한 것으로 잘 알려져 있다. 그는 2001년에 라이브와 예술 기록 아카데미를 졸업했고, 《캐리비안의 해적: 세상의 끝에서》와 《캐리비안의 해적: 망자의 함》에도 출연했다.